# Alessandro Gramigni
Alessandro Gramigni, född den 29 december 1968 är en italiensk före detta roadracingförare. Han var ett typiskt onehit-wonder som blev världsmästare i 125GP 1992 efter en rad av jämna, fina resultat, men det var också hans enda internationella succé. Dock vann han tolv år senare det italienska mästerskapet i Superbike.

## Segrar 125GP
| Nr | Grand Prix      | År   |
| -- | --------------- | ---- |
| 1  | Tjeckoslovakien | 1991 |
| 2  | Malaysia        | 1992 |
| 3  | Ungern          | 1992 |